# Ministerium Buol-Schauenstein

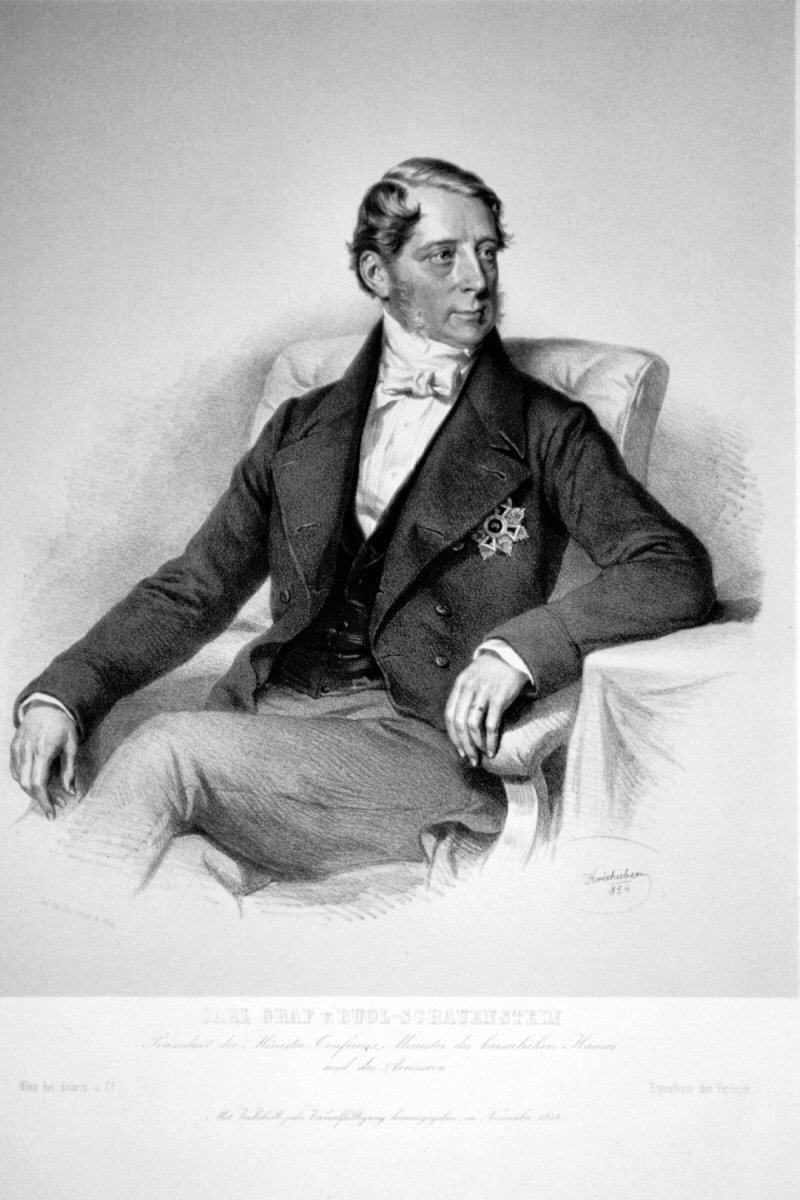
Karl Ferdinand von Buol-Schauenstein, Lithographie von Joseph Kriehuber 1854

Das Ministerium Buol-Schauenstein des Kaisertums Österreich unter dem Vorsitzenden der Ministerkonferenz Karl Ferdinand von Buol-Schauenstein amtierte vom 11. April 1852 bis zum 21. August 1859.

## Geschichte
Buol-Schauensteins Vorgänger war Ministerpräsident Felix Fürst zu Schwarzenberg, der am 5. April 1852 starb. Nach dessen Tod wurde die Position des Ministerpräsidenten nicht neu besetzt. Als Vorsitzender der Ministerkonferenz und Außenminister folgte ihm Karl Ferdinand von Buol-Schauenstein. Als faktischer Regierungschef galt der Minister des Inneren Alexander von Bach.
Buol-Schauensteins  unentschiedene Haltung im Krimkrieg wirkte sich ungünstig auf die österreichisch-russischen Beziehungen aus. 1859 führte sein Ultimatum zum unglücklichen Krieg mit Piemont-Sardinien. Am 21. August 1859 trat er zurück. Seine Politik galt als gescheitert.
Als Vorsitzender der Ministerkonferenz und Außenminister folgte ihm Johann Bernhard Graf von Rechberg und Rothenlöwen (Ministerium Rechberg).

## Mitglieder der Ministerkonferenz
- Karl Ferdinand von Buol-Schauenstein (1797–1865), Vorsitzender der Ministerkonferenz und Außenminister
- Alexander von Bach (1813–1893), Minister des Innern
- Andreas von Baumgartner (1793–1865), Handels- und Finanzminister bis 1855
- Karl Ludwig von Bruck (1798–1860), Finanzminister ab 1855
- Anton Csorich von Monte Creto (1795–1864), Kriegsminister bis 1853
- Karl Ludwig von Grünne (1808–1884), Kriegsminister ab 1853
- Johann Franz Kempen (1793–1863), Polizeiminister
- Karl von Krauß (1789–1881), Minister für Justiz, bis 1857
- Franz Seraphin von Nádasdy (1801–1883), Minister der Justiz ab 1857
- Bernhard von Rechberg (1806–1899), amtierte 1859 kurzzeitig als Außenminister für Buol-Schauenstein
- Franz Seraph von Stadion (1806–1853), Minister ohne Geschäftsbereich bis 1853
- Leo von Thun und Hohenstein (1811–1888), Minister für Kultus und Unterricht
- Ferdinand von Thinnfeld (1793–1868), Minister für Landeskultur und Bergwesen
- Georg von Toggenburg (1810–1888), Handelsminister ab 1855